# Картепе
Картепе (тур. Kartepe) — город и район в провинции Коджаэли (Турция).